# Edwin De Haven
Pour les articles homonymes, voir De Haven.
Edwin Jesse De Haven (Philadelphie, 7 mai 1816- Philadelphie, 1er mai 1865) est un navigateur et explorateur américain.

## Biographie
Né dans une famille d'origine hollandaise, entré dans l'US Navy à 10 ans, il participe de 1839 à 1842 à l'expédition Wilkes sur le Vincennes, explorant l'Antarctique, l'océan Pacifique et la côte ouest des États-Unis.
En 1850, il commande avec Erasmus Ommanney, William Penny et Elisha Kent Kane la première expédition Grinnell (en) envoyée pour rechercher les traces de l’expédition Franklin (dirigé par l'explorateur John Franklin) et découvre des vestiges ainsi que des tombes de marins sur l'île Beechey. Il a pour sa part en charge l'Advance (en).
Hivernant dans des conditions difficiles de septembre 1850 à juin 1851, il explore le canal de Wellington avant de reprendre la route des États-Unis en août 1851.
À son retour il entre à l'U.S. National Geodetic Survey puis à l'observatoire naval des États-Unis où il travaille sous les ordres de Matthew Fontaine Maury. Atteint de trouble de la vue, il est mis à la retraite en 1862.

## Hommages
Plusieurs navires de la marine américaine ont été nommés en son honneur.